# Manatowate
Manatowate, manaty, lamantyny, brzegowce (Trichechidae) – rodzina wodnych ssaków łożyskowych z rzędu brzegowców (Sirenia). Pojawiły się na przełomie eocenu i oligocenu na terenie Ameryki Południowej. Dawniej nazwa "brzegowce" przypisana była do rodziny Trichechidae nazywanej dziś manatowate

## Zasięg występowania
Rodzina obejmuje trzy żyjące współcześnie gatunki występujące w przybrzeżnych rejonach zachodniej części Oceanu Atlantyckiego, od Florydy po północną Brazylię oraz baseny Amazonki i Orinoko.

## Charakterystyka
Długość ciała 250–390 cm; masa ciała 460–1620 kg. Mają zaokrągloną płetwę ogonową, kończyny przednie przekształcone w płetwy z 2–5 szczątkowymi kopytkami. Manaty mają tylko 6 kręgów szyjnych. Nie mają zębów przednich, natomiast boczne są liczne. Głowa jest słabo wyodrębniona, pysk wydłużony, szeroki, oczy małe. Kończyny tylne zredukowane, niewidoczne.
Manaty są bardzo dobrymi pływakami. Mogą pozostawać pod wodą do 15 minut. Zamieszkują płytkie wody przybrzeżne, morskie i słodkie, często w pobliżu elektrowni, które ogrzewają wodę. Niektóre manaty tak przyzwyczaiły się do tego nienaturalnego źródła ciepła, że przestały migrować do cieplejszych wód. Żywią się roślinami wodnymi. Żyją samotnie, w małych zgrupowaniach lub w stadach liczących do 200 osobników. Przebywając w grupie często dotykają się wzajemnie.

## Podział systematyczny
Do rodziny Trichechidae zaliczana jest jedna występująca współcześnie podrodzina:
- Trichechinae Gill, 1872

Opisano również podrodzinę wyamrłą:
- Miosireninae O. Abel, 1919

## Zagrożenia i ochrona
Manaty są poławiane przez ludzi z powodu smacznego mięsa. Pływają powoli, przez co stanowią łatwy łup. Pomimo ochrony prawnej, jaką zostały objęte, nadal są poławiane przez kłusowników. W klasyfikacji IUCN zaliczane są do gatunków narażonych na wyginięcie.